# جائزة أيطاليا الكبرى 1927
جائزة أيطاليا الكبرى 1927 (بالإنجليزية: 1927 Italian Grand Prix)‏ هو سباق فورمولا 1 أقيم بتاريخ 4 سبتمبر 1927 في مونزا. كان الرابع من أصل 5 في بطولة العالم لسباقات الفورمولا واحد موسم 1927.